# S-60 AZP 57 mm
S-60 AZP (tiếng Nga:Автоматическая зенитная пушка С-60, abbrev. АЗП (AZP), tạm dịch là Pháo tự động chống máy bay S-60) là loại pháo cao xạ tự động dùng để phòng không, được Liên Xô phát triển từ những năm 1950. Đây là loại pháo có tầm bắn thấp và gần trung bình. Loại súng này đã được Liên Xô xuất khẩu đến nhiều nước trên thế giới chủ yếu là các nước trong khối xã hội chủ nghĩa cũ và vẫn còn được sử dụng tại nhiều quốc gia hiện nay.

## Lịch sử
Từ cuối những năm 1940, Liên Xô đã bắt đầu nghiên cứu và chế tạo thử mẫu súng phòng không 57 mm, phát triển từ khẩu 61-K 37 mm. Trong cuộc thi thiết kế, có 3 mẫu súng đã được đưa ra và mẫu của nhà thiết kế V. G. Grabin đã chiến thắng. Ông học hỏi từ mẫu súng 5,5 cm (55 mm) Gerät 58 của Đức Quốc xã nhằm tìm hiểu, học hỏi để thiết kế ra mẫu súng của mình. Người Xô Viết cũng đã xem xét các chi tiết của những khẩu súng phòng không 50 mm Flak 41 của Đức mà họ đã thu được trong Trận Stalingrad nhằm ứng dụng vào việc chế tạo.
Khẩu súng được thử nghiệm từ năm 1946 đến năm 1950, vào năm này Hồng quân cũng đã chấp nhận mẫu pháo vào biên chế với tên gọi là 57 mm AZP S-60. Grabin vẫn tiếp tục phát triển phiên bản tự hành (SPAAG) của nó là pháo phòng không tự hành 57 mm ZSU-57-2.
Cũng giống như pháo 37 mm, S-60 cũng có thể được sử dụng để chống lại các loại xe thiết giáp hạng nhẹ và bắn máy bay tầm thấp. Thông thường, 57 mm S-60 được kéo bởi một xe Ural-375.
Một sự khác biệt lớn với 37mm M1939 (61-K) trong hệ thống ngắm bắn, 57mm S-60 được triển khai cùng với hệ thống điều khiển với máy chỉ huy PUAZO-6/60 và radar SON-9/9A, hoặc tương tự pháo 57 mm cũng sử dụng máy chỉ huy PUAZO-5 và radar SON-4.
Trong tác chiến phòng không, pháo 57mm có tầm bắn 4.000m nếu dùng kính ngắm quang học và 6.000m nếu có radar dẫn đường. Trong một trung đoàn trang bị 57 mm thường được bố trí thành bốn khẩu đội. Mỗi khẩu đội gồm 6 pháo, radar điều khiển hỏa lực, máy chỉ huy.
Tại Liên Xô, mỗi sư đoàn pháo phòng không sẽ có nhiều trung đoàn pháo 37 mm và 57 mm. PVO đã quyết định sắp xếp trong 1 trung đoàn phòng không sẽ có 4 khẩu đội pháo 57 mm (hoặc 37 mm), mỗi khẩu đội 6 khẩu. Như vậy thì mỗi trung đoàn sẽ có 24 súng phòng không.
Đến giữa những năm 1960, tại Liên Xô, những khẩu súng phòng không bắt đầu được thay thế bằng các tên lửa phòng không có tốc độ nhanh, chuẩn xác và tầm bắn cao như SAM-2 hay SAM-3. Đến những năm 1970, gần như chúng đã bị loại bỏ hoàn toàn, thay vào đó là các tên lửa phòng không của PVO. Tuy vậy các pháo 37 mm và 57 mm vẫn tiếp tục được sử dụng tại nhiều quốc gia khác cho đến ngày nay.

## Các phiên bản

### Phiên bản mặt đất
Phiên bản mặt đất là phiên bản thường dùng nhất của súng phòng không S-60 57 mm. Có loại 1 nòng hoặc có loại 2 nòng. Súng được biên chế thành các trung đoàn, mỗi trung đoàn gồm 24 khẩu, 4 khẩu đội, được dẫn đường bằng radar hoặc ngắm bắn bằng quang học. Các súng S-60 từ đầu những năm 1950 không có phiên bản Hải quân riêng mà có thể dùng các phiên bản thông thường sử dụng trên tàu chiến nhưng như vậy chỉ có thể sử dụng quang học để bắn chứ không có radar hỗ trợ.

### Phiên bản trên biển
Vào năm 1958, một phiên bản được thiết kế dành riêng cho Hải quân mang tên AK-725. Chúng có các phiên bản 1 nòng, 2 nòng như S-60 được đặt trên bệ ZIF-31 và thường được đặt trên các tàu khu trục của Liên Xô.

### Phiên bản tự hành ZSU-57-2
Phiên bản ZSU-57-2 là biến thể hai nòng của S-60 được đặt trên khung gầm xe tăng T-54. Từ "ZSU" là viết tắt của từ Zenitnaya Samokhodnaya Ustanovka (tiếng Nga: Зенитная Самоходная Установка), nghĩa là "hệ thống pháo phòng không tự hành" đặt trên khung gầm xe xích. '57' là cỡ nòng của pháo tính theo đơn vị mm tức 57 mm và '2' là số lượng pháo được trang bị trên xe.Nó có tầm bắn 12.000m, tốc độ 240 phát/phút, ngoài ra xe còn có lội nước tốt và vửa nổi vừa hạ mục tiêu. ZSU-57-2 là loại pháo kiểu cũ, còn "thô sơ, lạc hậu". Pháo có tính tự động không cao, để vận hành cần tới kíp 6 người (lái xe, trưởng xe, hai pháo thủ và 2 nạp đạn). Pháo không có sự hỗ trợ từ radar điều khiển hỏa lực mà phải dùng thiết bị ngắm quang học. Vì vậy, khả năng tác chiến ban đêm gặp nhiều khó khăn. Tháp pháo không có nắp che phía trên làm kíp pháo thủ dễ tổn thương trong chiến đấu. Xe không trang bị hệ thống phòng vệ NBC (chống vũ khí phóng xạ - sinh học – hóa học).

## Lịch sử hoạt động
Pháo S-60 đã tham gia rất nhiều cuộc chiến và cuộc xung đột như trong cuộc Chiến tranh Sáu ngày và Chiến tranh Yom Kippur thì những khẩu pháo 57 mm S-60 do Liên Xô viện trợ đã được sử dụng bởi các quốc gia Ả Rập nhằm chống lại không quân Israel. Trong Chiến tranh Afghanistan (1978–1992) thì Liên Xô cũng đã sử dụng và viện trợ S-60 cho Cộng hòa Dân chủ Afghanistan trong nhiệm vụ phòng không.
Trong suốt Chiến tranh Việt Nam, Quân đội Nhân dân Việt Nam cũng đã sử dụng các khẩu đội 57 mm S-60 kết hợp với 37 mm 61-K nhằm lập lưới lửa phòng không tầm thấp từ 50 - 3000 mét bảo vệ các vị trí, cơ quan, nhà máy quan trọng trong nội thành chủ yếu ở Hà Nội và Hải Phòng, ngoài ra, S-60 cũng được bố trí dọc theo tuyến Đường Trường Sơn và một số chiến trường tại Lào.
S-60 cũng khá phổ biến tại các cuộc xung đột vùng vịnh như Chiến tranh Iran-Iraq, Chiến tranh vùng Vịnh và Chiến tranh Iraq. Nó thường được triển khai trong các tiểu đoàn với 36 khẩu súng, phục vụ việc bảo vệ trụ sở của sư đoàn pháo binh dã chiến và hàng hóa vũ khí.
Trung Quốc còn có phiên bản sao chép S-60 mang tên Type 59 hay còn gọi là pháo K-59 (không nhầm lẫn với súng lục K-59 và loại xe tăng Type-59 cũng do Trung Quốc sản xuất)

## Các loại đạn
Pháo phòng không S-60 sử dụng loại đạn 57x348 mmSR, cỡ nòng là 57 mm. S-60 chủ yếu dùng các loại đạn do Liên Xô sản xuất bao gồm đạn AP, HE và HE-T nhưng cũng có thể sử dụng seri đạn K-59 (Type 59) do Trung Quốc sản xuất.
| Ký hiệu      | Loại    | Khối lượng bắn [kg] | Khối lượng đầu nổ [g] | Sơ tốc [m/s] | Mô tả |
| ------------ | ------- | ------------------- | --------------------- | ------------ | --- |
| UBR-281/281U | APCBC-T | 2,82 kg             | 13 kg                 | 1000 m/s     | Đạn xuyên thép bằng cỡ có chóp gió, mũ đệm. Sử dụng loại đạn 57 mm của một loại pháo chống tăng thời thế chiến thứ hai của Liên Xô. Tầm bắn là khoảng từ 500 m đến 1000m. Phiên bản UBR-281 và UBR-281U có kích cỡ và đầu nổ như nhau, chỉ khác nhau về phần đường xoắn khi dập khuôn. |
| UOR-281      | HE-T    | 2,85 kg             | 154 kg                | 1000 m/s     | Là loại đạn lửa trái phá sử dụng đầu nổ chạm phân mảnh chống máy bay. Đường đạn cong và có ngòi nổ với chức năng tự hủy. |
| UOR-281U     | HE-T    | 2,85 kg             | 154 kg 168 kg         | 1000 m/s     | Tương tự như UOR-281; Chỉ khác với loại đạn UOR-281 ở các chi tiết về phần đầu rãnh khuôn ép sắt (giống với loại đạn UBR). |
| Type 59 AP   | AP-T    | ?                   | ?                     | ?            | Phiên bản đạn chống tăng của Trung Quốc tương tự như UBR-281/281U. |
| Type 59 HE   | HE-T    | ?                   | ?                     | ?            | Phiên bản đạn phân mảnh chống máy bay của Trung Quốc, tương tự như loại UOR-281/281U. |
| Type 76 HE   | HE-T    | ?                   | ?                     | ?            | Phiên bản đạn phân mảnh chống máy bay của Trung Quốc |

## Biến thể
- AK-725: Phiên bản Hải quân, giới thiệu năm 1958. Có phiên bản 1 nòng, 2 nòng, thường được đặt trên các khu trục hạm của Liên Xô.
- ZIF-72: Phiên bản Hải quân có khả năng điều khiển tự động. Cũng được xuất khẩu sang Ấn Độ. Giới thiệu vào giữa những năm 1970.
- ZSU-57-2: Phiên bản tự hành đặt trên khu gầm T-54.
- Type 59 (K 59): Phiên bản S-60 của Trung Quốc.
- Type 80: Phiên bản sao chép ZSU-57-2 của Trung Quốc.

## Các quốc gia sử dụng

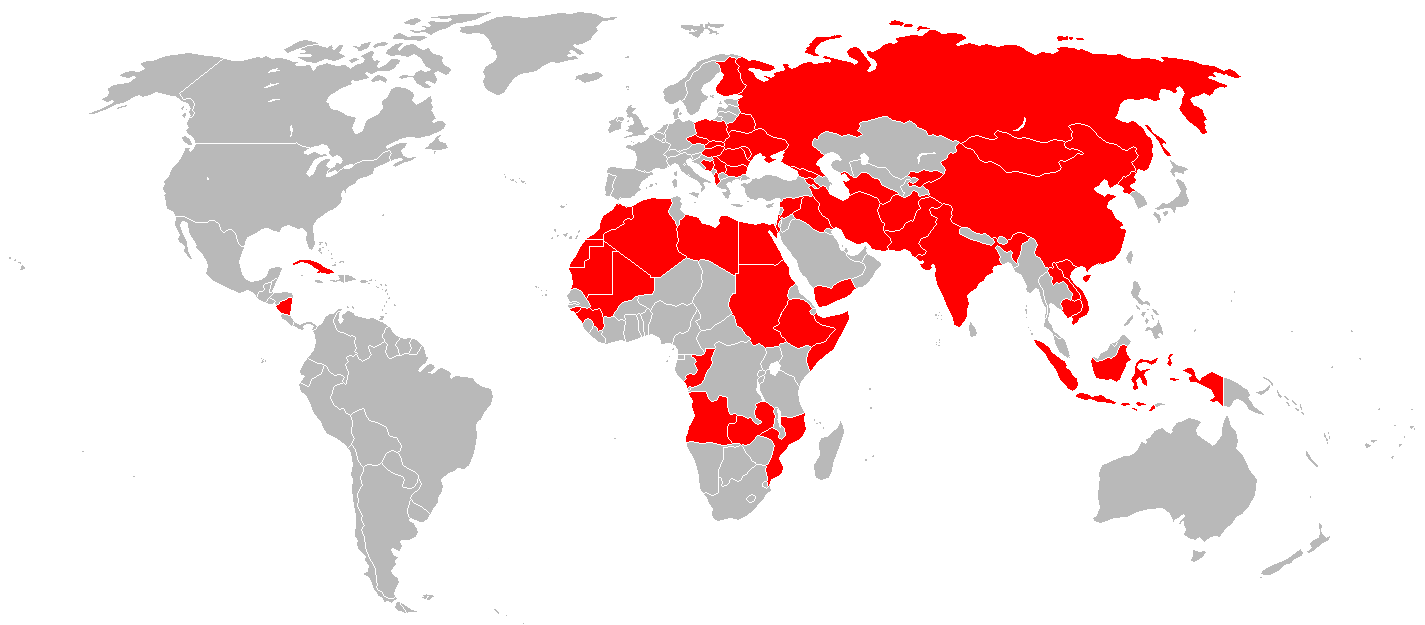
Các quốc gia sử dụng S-60 có màu đỏ.

S-60 đã được xuất khẩu cho ít nhất 37 quốc gia khác nhau trong thời kỳ Liên Xô. Súng được sản xuất theo giấy phép ở Ba Lan tại một nhà máy ở Tarnów (pl. ZAKLADY Metalowe Tarnów w Tarnowie) và ở Trung Quốc với tên kiểu 59.
- Afghanistan
- Albania
- Algérie: 70 khẩu
- Angola
- Armenia
- Bangladesh
- Bosna và Hercegovina
- Bulgaria
- Belarus
- Campuchia
- Trung Quốc
- Cộng hoà Congo
- Cuba: 400 khẩu
- Tiệp Khắc: 575 khẩu. Chia cho các quốc gia độc lập sau này.
- Séc
- Ai Cập: 600 khẩu
- Ethiopia
- Phần Lan: 12 khẩu. Biệt danh Nikolai.
- Nam Tư: Loại bỏ
- Gruzia: 60 khẩu
- Guinée: 12 khẩu
- Guiné-Bissau: 10 khẩu
- Hungary: 186 khẩu (43 đã bỏ)
- Ấn Độ
- Indonesia: 256 khẩu
- Iran
- Iraq
- Israel: Lấy được từ các quốc gia Ả Rập[5]
- Kyrgyzstan: 24 khẩu
- Lào
- Libya: 90 khẩu
- Mali: 6 khẩu
- Maroc
- Mauritanie: 2 khẩu
- Moldova: 12 khẩu
- Mozambique
- Mông Cổ
- Nicaragua
- CHDCND Triều Tiên
- Pakistan
- Ba Lan: 500 khẩu
- România
- Nga
- Somalia
- Liên Xô: Chuyển giao cho các quốc gia độc lập
- Sudan: Sử dụng cả S-60 và Kiểu 59
- Slovakia
- Syria: 675 khẩu
- Thái Lan: 24 khẩu
- Turkmenistan: 22 khẩu
- Ukraina: 400 khẩu
- Việt Nam: Hơn 500 khẩu (cả S-60 và Kiểu 59)
- Yemen: 120 khẩu
- Nam Tư: Chuyển giao cho các quốc gia độc lập
- Zambia: Khoảng 30 khẩu

## Các hình ảnh về S-60

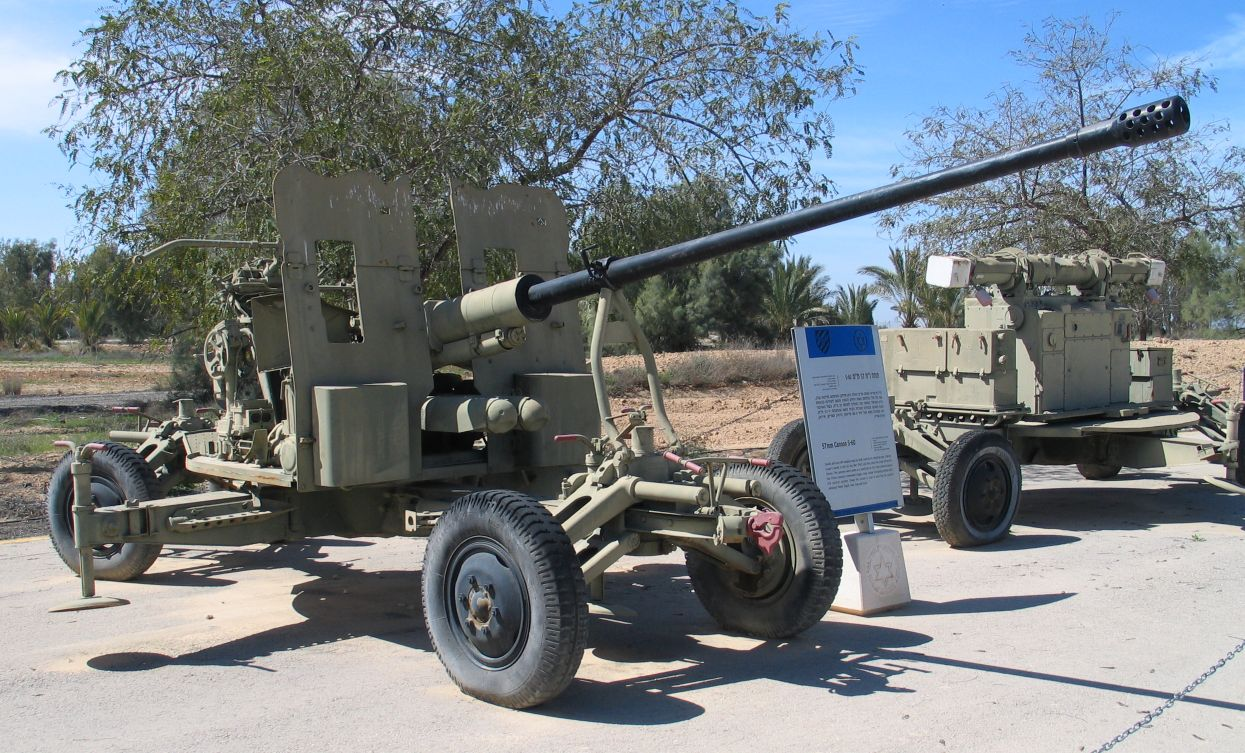
S-60 được trưng bày tại bảo tàng Muzeyon Heyl ha-Avir, Israel
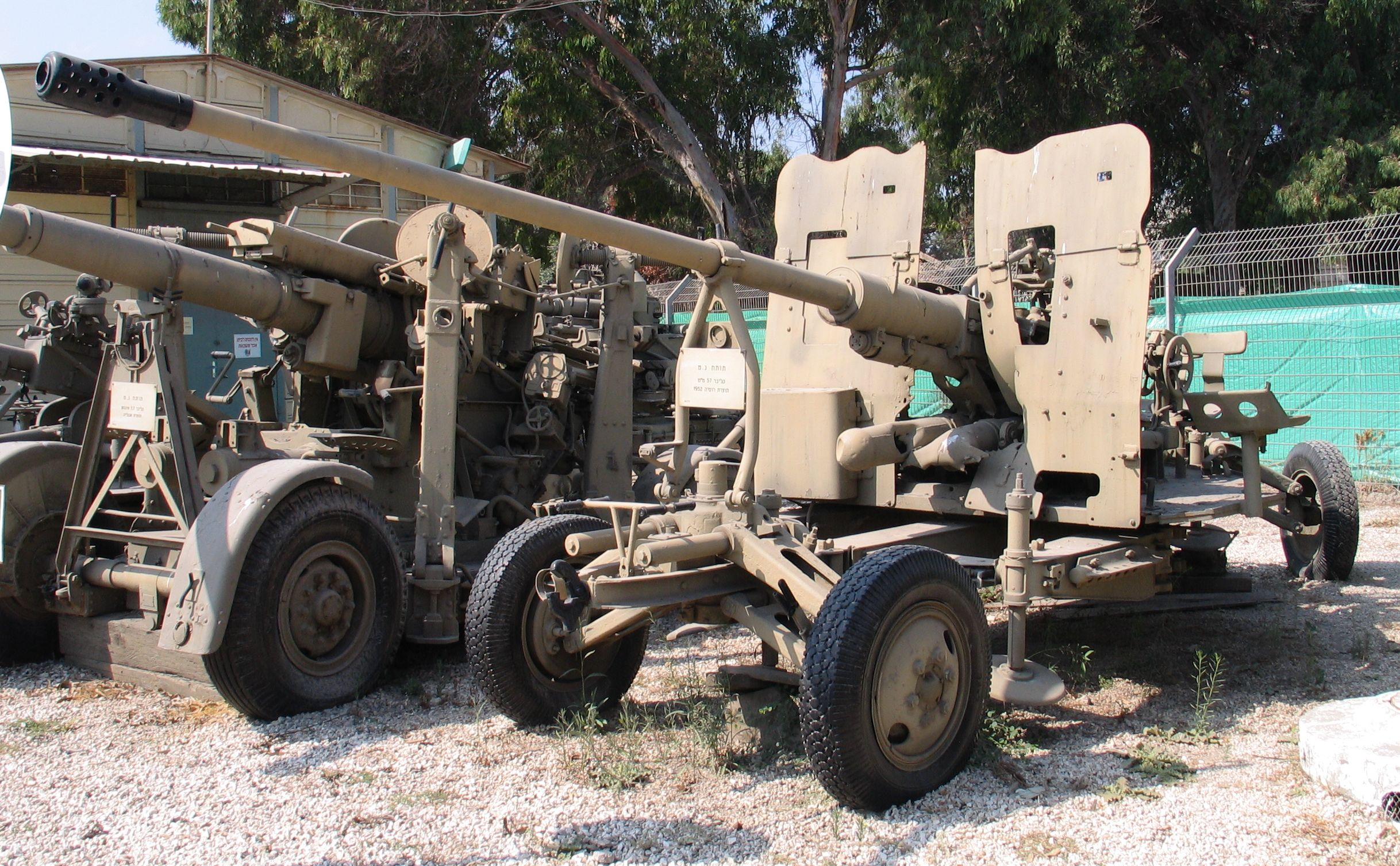
S-60 được trưng bày tại bảo tàng Batey ha-Osef, Israel
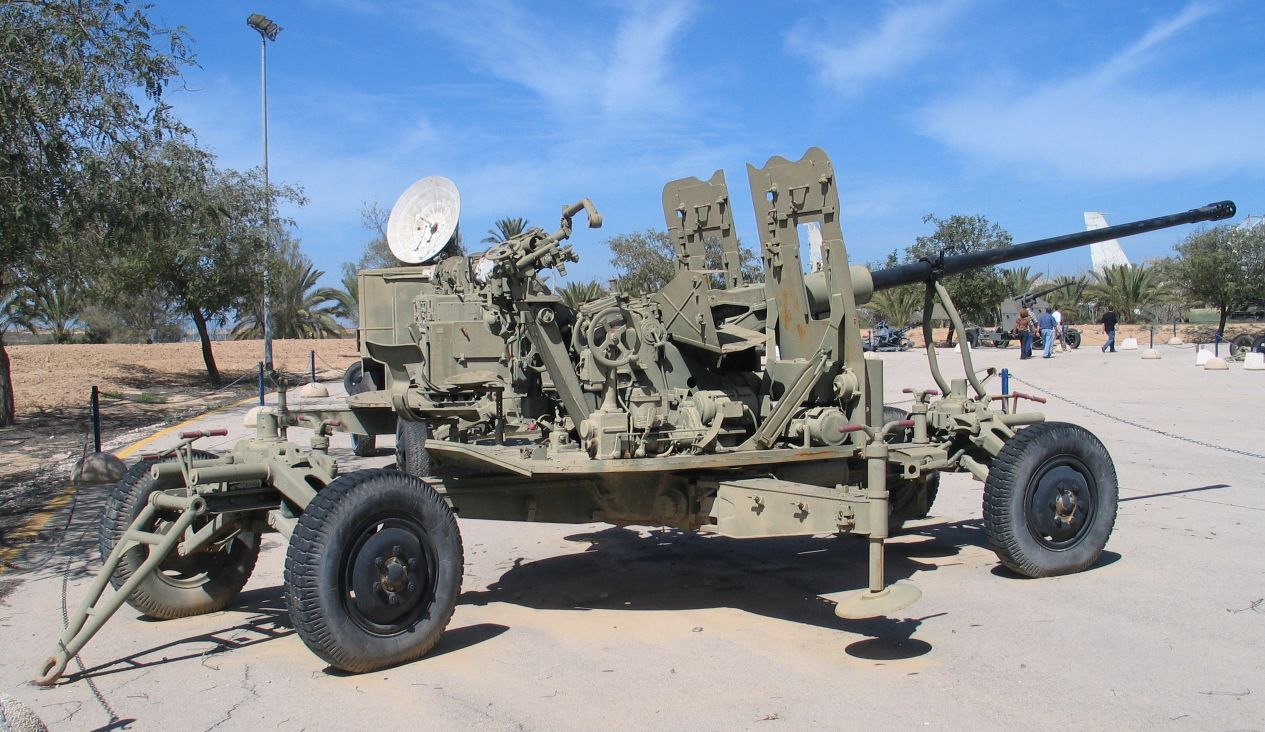
Phần bên của S-60
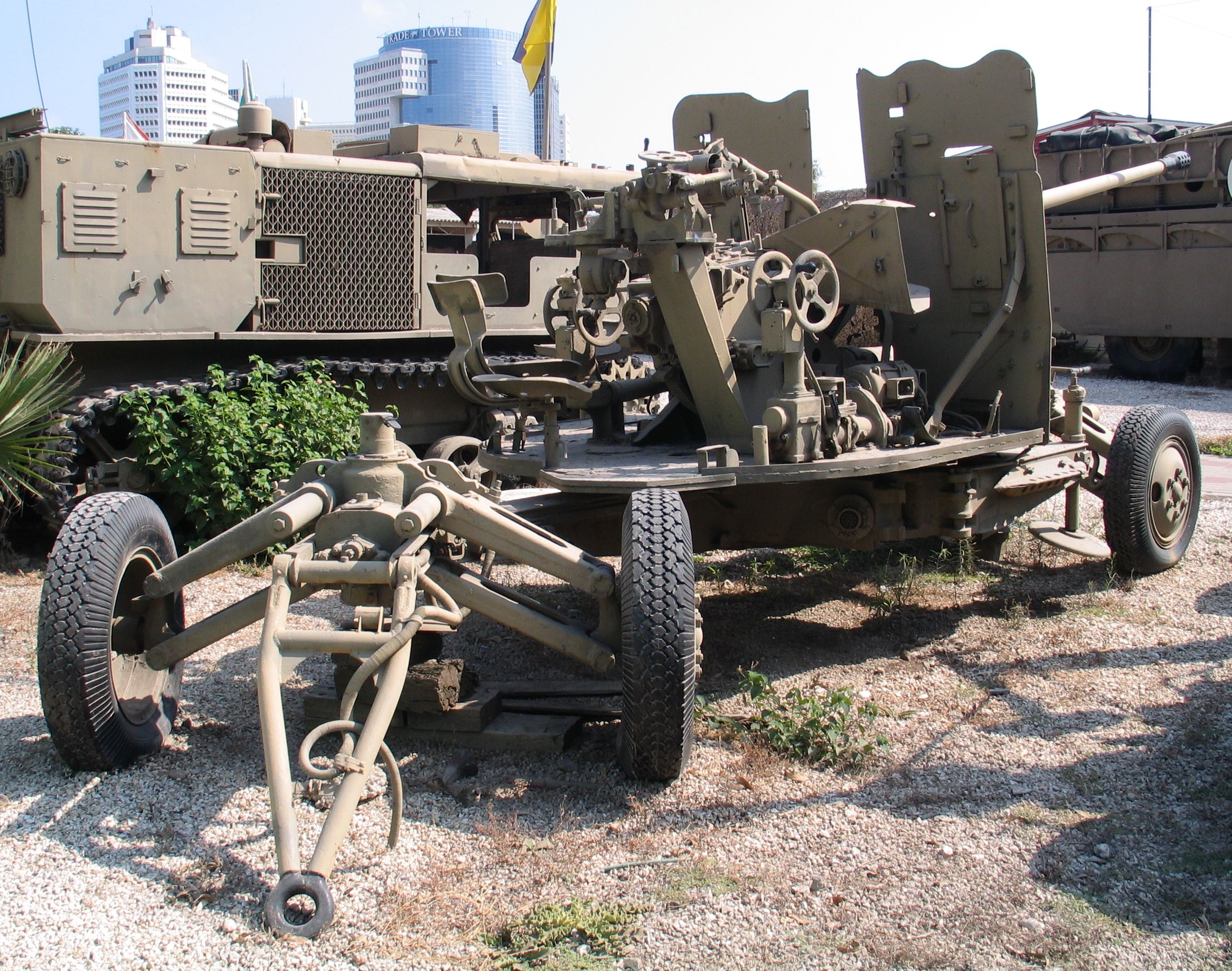
Bộ phận tác chiến
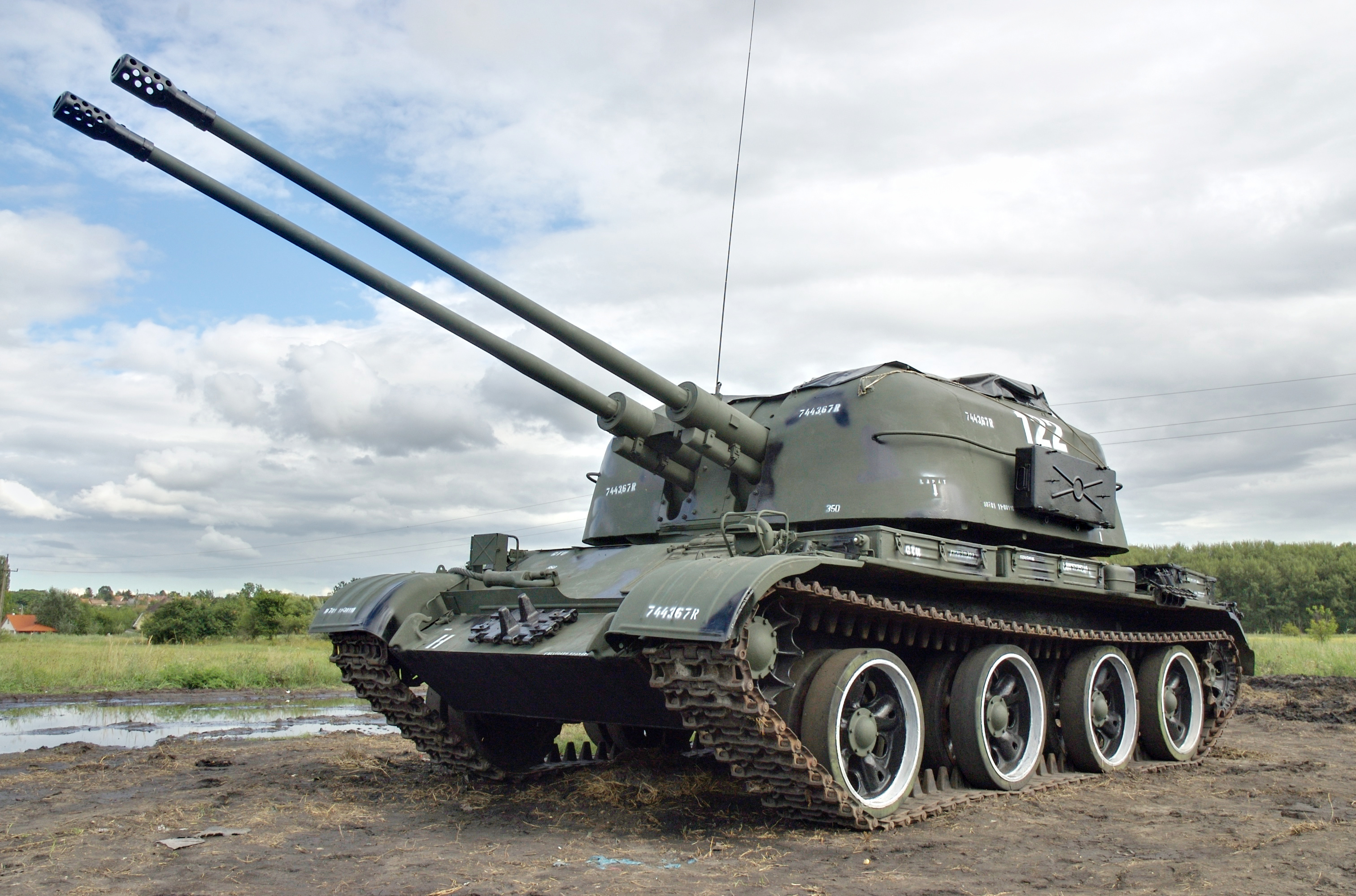
Pháo phòng không tự hành ZSU-57-2